# Daniela Janjic
Daniela Janjic (* 1984 in Mostar) ist eine Schweizer Autorin.

## Leben
Daniela Janjic wuchs in Bosnien und Herzegowina und Schweden auf und lebt seit 1993 in der Schweiz.
Nach der Matura (2004) begann sie ein Germanistikstudium an der Universität Zürich, wechselte dann nach bestandener Aufnahmeprüfung an die Hochschule der Künste Bern, um am Schweizerischen Literaturinstitut Literarisches Schreiben zu studieren. Im Rahmen der Autorenförderwerkstatt  Dramenprozessor am Theater an der Winkelwiese Zürich, wo sie auch mehrfach als Regieassistentin gearbeitet hat, wurde ihr erstes Stück Gelbe Tage zur Uraufführung ausgewählt.
Das Stück wurde zum 4. Wochenende der jungen Dramatik an den Münchner Kammerspielen eingeladen. Es folgten Teilnahmen am „World Interplay“ im australischen Townsville/Queensland und den Werkstatttagen am Burgtheater Wien.
Nach dem Bachelorabschluss am Schweizerischen Literaturinstitut, studierte sie von 2010 bis 2012 Szenisches Schreiben an der Universität der Künste Berlin.

## Auszeichnungen
- Carl Heinrich Ernst-Kunstpreis für Literatur (2010)
- Stipendiatin Literarisches Colloquium Berlin (2010)
- Stückepreis der Société suisse des auteurs (2012)
- IBK-Förderpreis dramatische Texte (2016)

## Stücke
- Gelbe Tage, Uraufführung (UA) 26. Januar 2008 Theater an der Winkelwiese, Zürich (Regie: Stephan Roppel)
- Der Umsturz der Milchkanne, Einakter als Teil der „Deutschlandsaga“, Januar 2008 Schaubühne am Lehniner Platz (Regie: Jan-Christoph Gockel)
- Vaters Traum von Kirschbaumblüten, Kurzstück in „Der Fremde ist nur in der Fremde fremd“; März 2008 Stadttheater Bern (Regie: Tanja Richter)
- Durch Geister fahren, Kurzstück in „Verlorene Paradiese / Paradise Lost“; Mai 2009 Stadttheater Bern (Regie: Max Merker); Abdruck in: Theater der Zeit, Mai 2009, Heft Nr. 5
- Das Aufnahme-Quiz – Einakter als Teil von „Stadt der Zukunft“ – 1. Karlsruher Dramatikerfestival; Oktober 2011, Badisches Staatstheater Karlsruhe (Regie: Carina Riedl) Abdruck in: Reihe Dialog © Theater der Zeit, Berlin 2011 Herausgegeben von Jan Linders und Tobias Schuster, Badisches Staatstheater Karlsruhe
- Tod meiner Stadt Uraufführung (UA): Mai 2013 Theater am Gleis Winterthur / Schlachthaus Theater Bern, (Regie: Daniela Janjic)
- Wurzelzeit Auftragsstück für die Gruppe FRADS und das Theater Tuchlaube Aarau zum Thema „Immaterielles Kulturerbe“ Uraufführung (UA): Februar 2014, Theater Tuchlaube, Aarau; (Regie: Alexandra Portmann)
- Die Selbstgerechten – Teil der Reihe Zürich TRANSIT, Mai 2014 Schauspielhaus Zürich (Regie: Anestis Azas)
- Finding Nero Kurzstück für die Produktion «NERO» am Stadttheater Trier, UA: Mai 2016 (Regie: Julia Wissert)
- Das ertränkte Land Juni 2016, IBK-Förderpreis dramatische Texte
- Mountains of Kuhtopia Auftragsstück für die Produktion «Das Schweigen der Schweiz» am Theater St. Gallen, UA: Dezember 2016 (Regie: Sophia Bodamer)
- TELL Stückbearbeitung nach Friedrich Schiller für das Theater Orchester Biel Solothurn, UA: Mai 2018